# Hjalmar Åberg
Pour les articles homonymes, voir Åberg.
Georg Hjalmar Åberg (né le 15 octobre 1870 à Tammisaari – mort le 8 août 1935 à Viipuri) est un architecte finlandais.
Il est particulièrement connu pour les bâtiments scolaires qu'il a conçus à la Direction des bâtiments de Finlande dans les années 1920 et 1930.

## Biographie
En 1891, Hjalmar Åberg obtient son diplôme d'architecte de l'institut polytechnique puis il effectue des voyages d'étude dans de nombreux pays européens.
Après avoir obtenu son diplôme, il devient architecte au sein de la  direction générale des bâtiments publics. 
Il y est nommé premier architecte en 1919.
En 1921, lorsque la gestion des bâtiments militaires est affectée à la direction des bâtiments de Finlande, Hjalmar Åberg en devint un spécialiste.
En 1926, après le départ à la retraite de Magnus Schjerfbeck, Hjalmar Åberg est nommé  responsable de la conception des bâtiments scolaires.
Hjalmar Åberg concevra de nombreux lycées, tels que le lycée de Kemi, le lycée de Lahti ou le lycée de Tampere.

## Ouvrages
Parmi ses ouvrages : 
- Manoir de Fellman, 1897–1898
- Halle du marché de Tampere, 1901[3]
- Centrale électrique d'Ekenäs, 1910
- Lycée de Lahti (fi), 1928
- Lycée de Kemi (fi), 1930
- École suédoise pour filles, Töölö, 1930
- Lycée de Tampere, 1935[4]

## Galerie

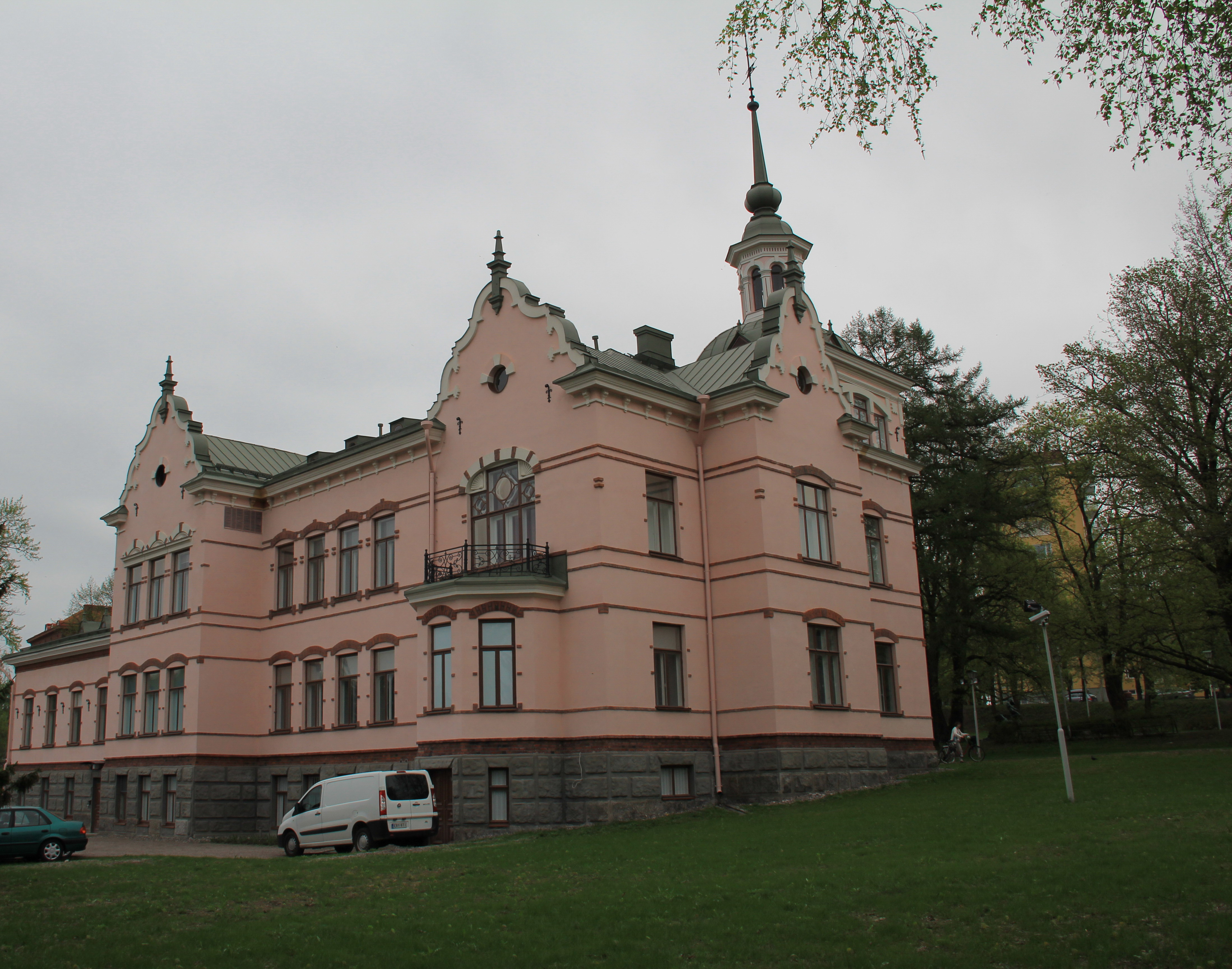
Manoir de Fellman
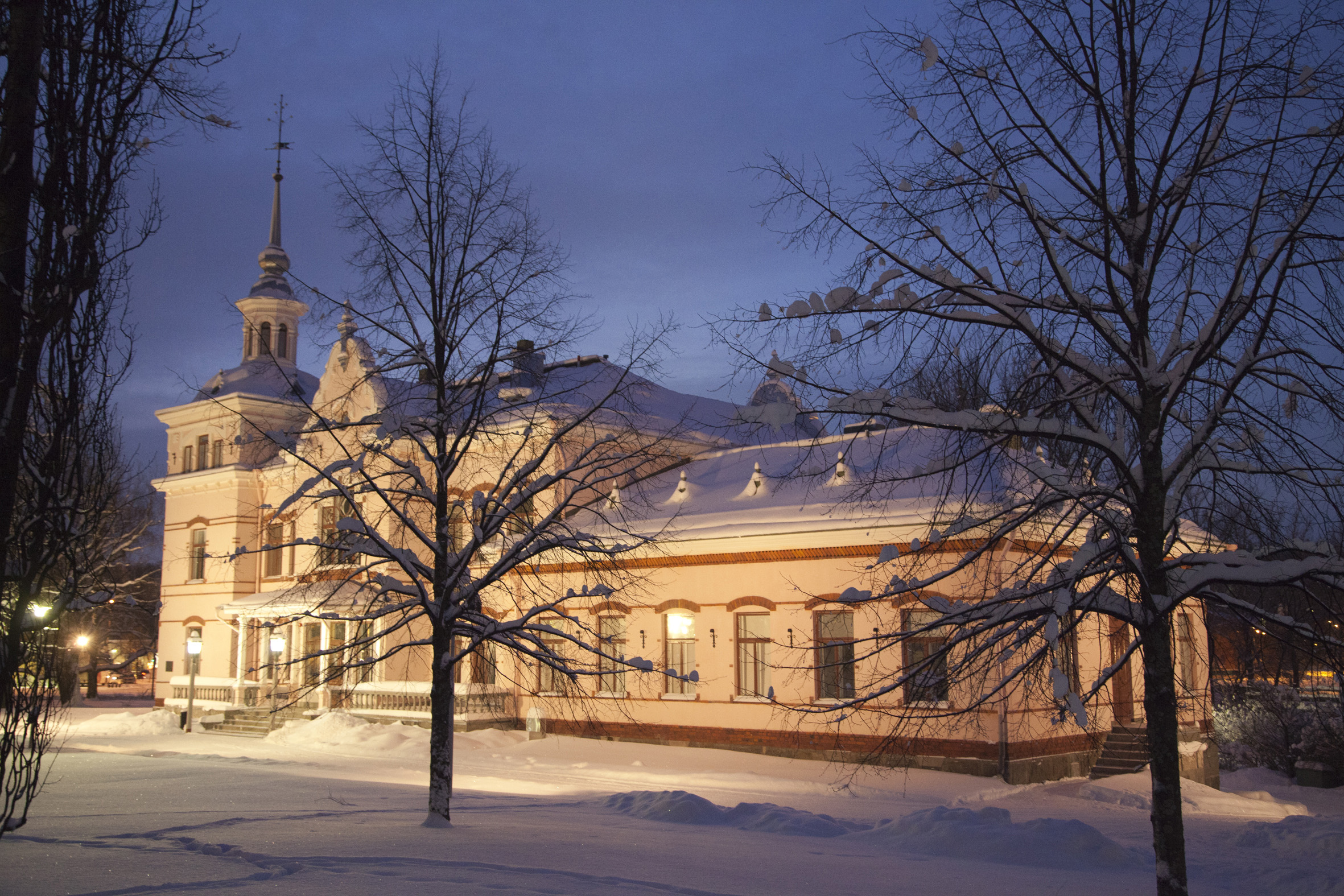
Manoir de Fellman
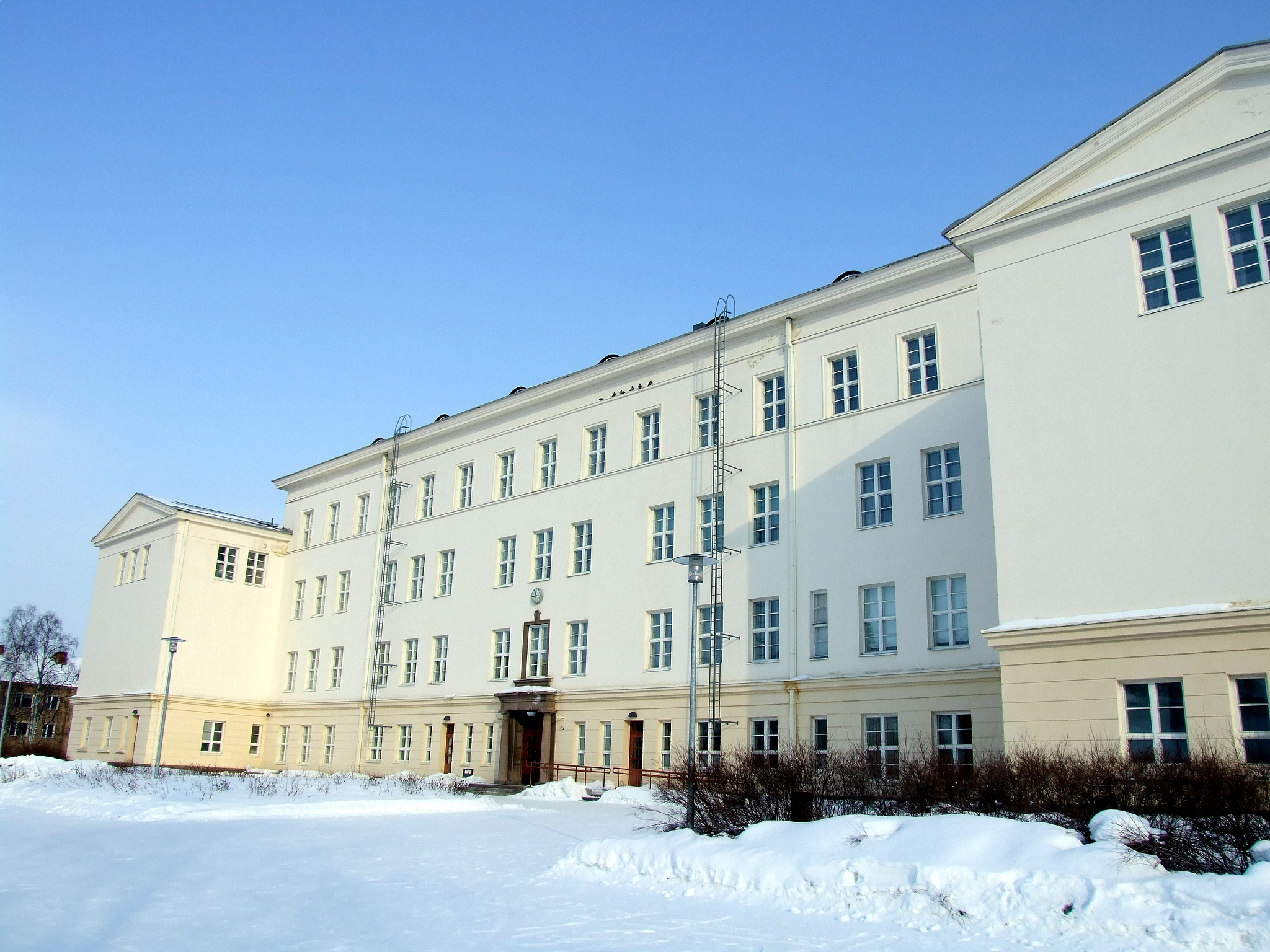
Lycée de Kemi (fi)
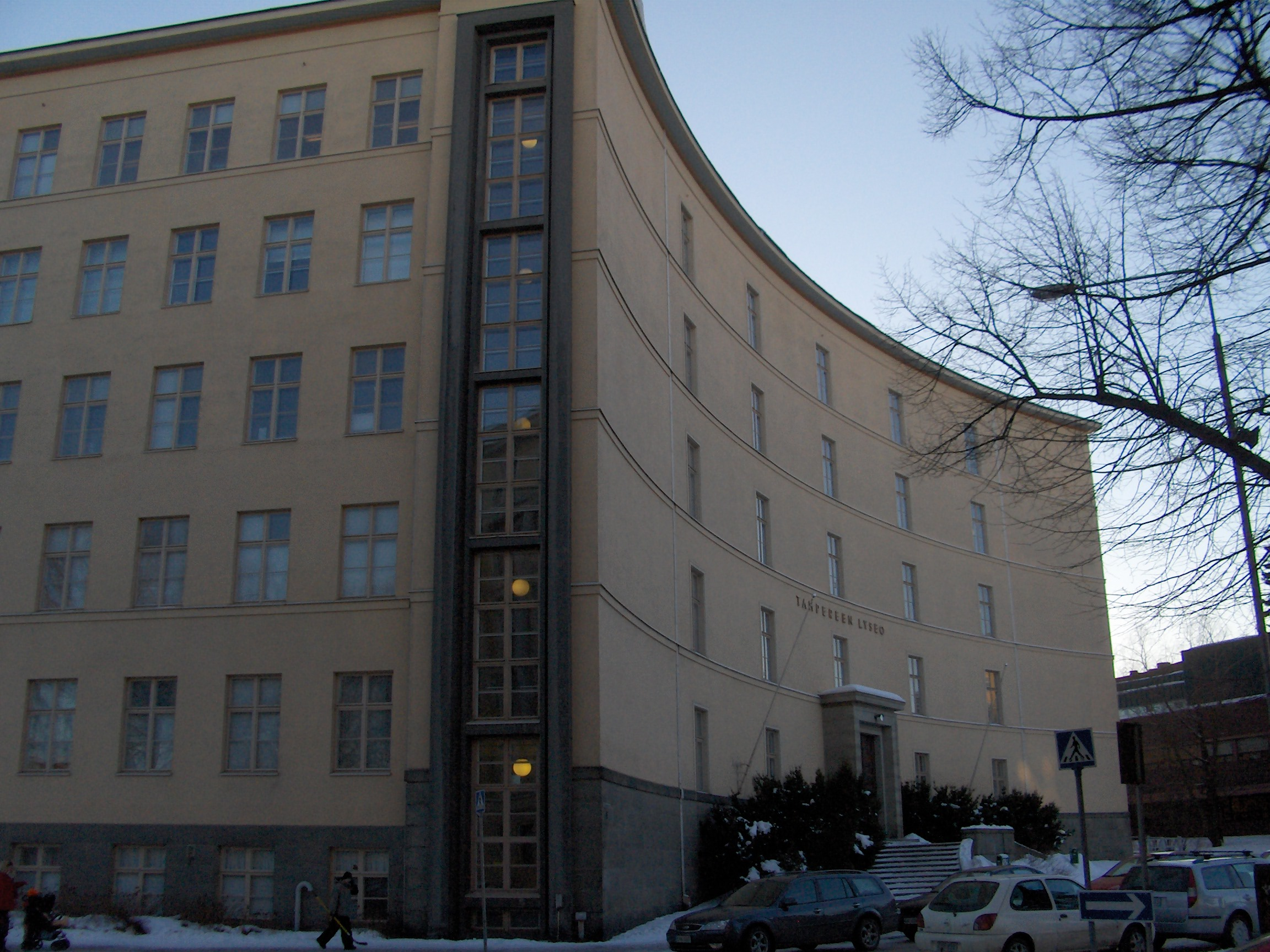
Lycée de Tampere
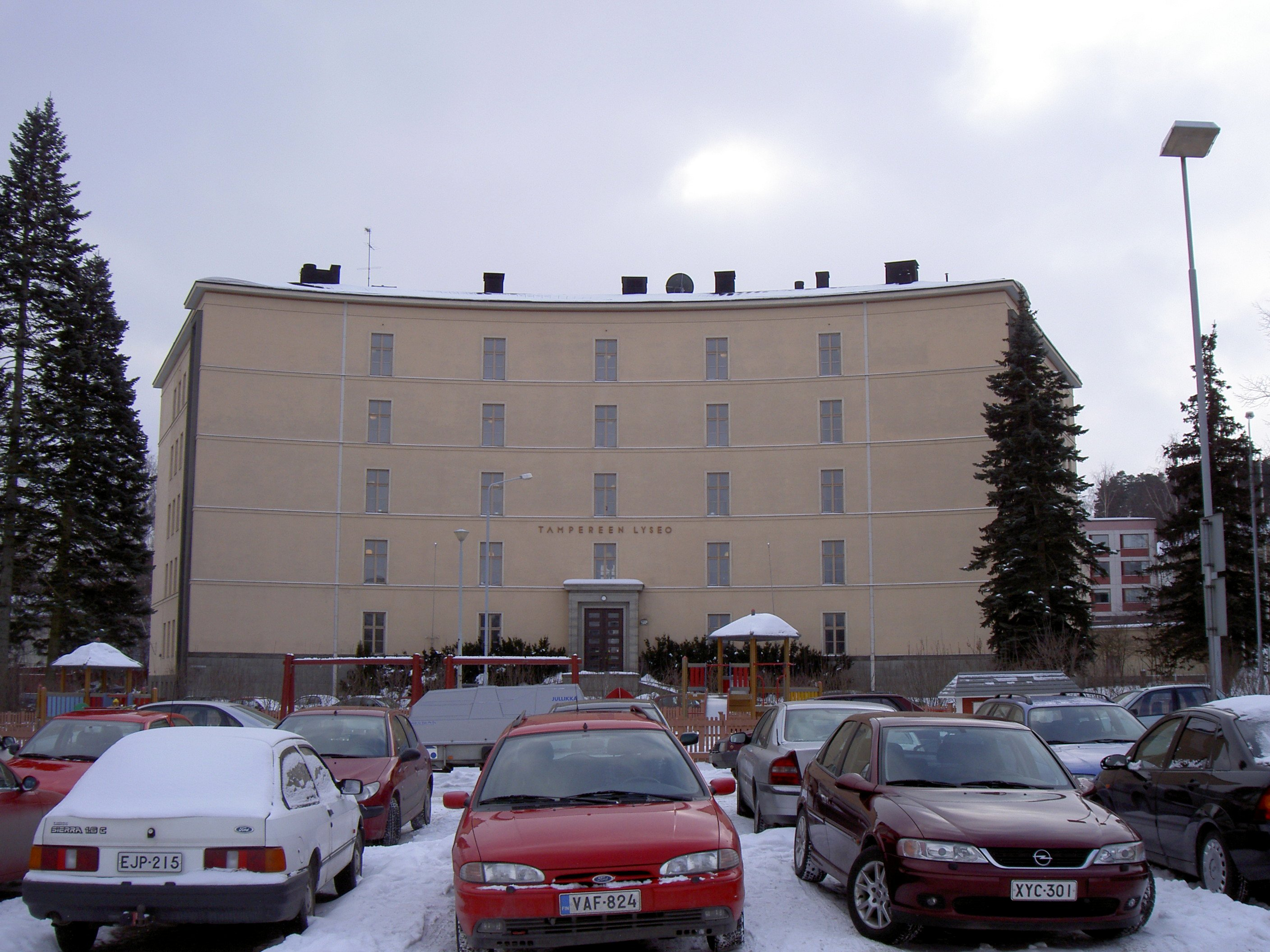
Lycée de Tampere.